# The Ink Spots

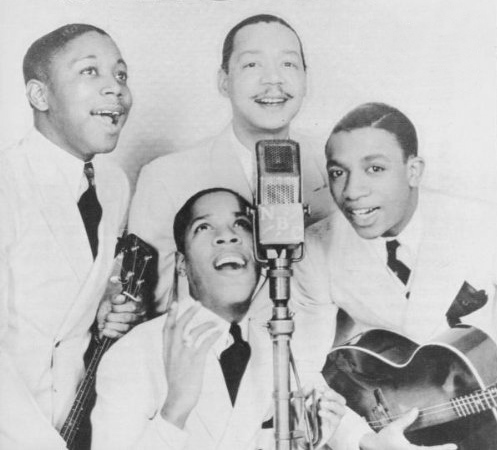
Gli Ink Spots (1943)

Gli Ink Spots sono uno dei maggiori complessi vocal jazz doo-wop di origine afroamericana, che ottennero un discreto successo tra gli anni trenta e quaranta. Composero qualche canzone anche nei primi anni cinquanta.
Tra i loro singoli di maggior successo si ricordano If I Didn't Care, My Prayer, Maybe, I Don't Want to Set the World on Fire, When The Swallows Come Back To Capistrano, I Cover The Waterfront, Christopher Columbus, Coquette, Java Jive, I'm Making Believe con Ella Fitzgerald che nel 1944 raggiunse la prima posizione nella Billboard Hot 100 per due settimane, The Gypsy che nel 1946 raggiunse la prima posizione nella Billboard Hot 100 per dieci settimane e To Each His Own che sempre nel 1946 raggiunse la prima posizione Billboard Hot 100. Spesso alcuni di questi brani fanno comparsa nelle colonne sonore di videogiochi e film.

## Formazione
Il primo nucleo degli Ink Spots nacque a Indianapolis nel 1932 ed era costituito da: Orville "Hoppi" Jones al basso e violoncello (17 febbraio 1902, Chicago – 18 ottobre 1944, New York); Ivory "Deek" Watson alla chitarra, tromba e voce (18 luglio 1909, Mounds – 4 novembre 1969, Washington); Jerry Daniels alla chitarra, ukulele e voce (14 dicembre 1915 – 7 novembre 1995, Indianapolis) e Charlie Fuqua alla voce e chitarra (20 ottobre 1910 – 21 dicembre 1971, New Haven). Nel 1936 Daniels abbandonerà il gruppo per venire sostituito da Bill Kenny, il quale a sua volta lascerà il gruppo nel 1945 per seguire una carriera da solista.
Gli Ink Spots videro diverse formazioni nel corso della loro carriera e spesso questi cambi portarono a modifiche del sound, cosa che avvenne con l'ultima delle loro formazioni, che riprese l'intero repertorio storico trasformandolo in chiave pop, molto più facilmente ascoltabile per le nuove generazioni, con la chitarra acustica che viene sostituita dal suono più morbido del clean dell'elettrica, e viene introdotta la batteria.

## Cover
Molte canzoni degli Ink Spots divennero famosi standard, ripresi per esempio da Duke Ellington, che ha reinterpretato I'm Beginning to See The Light (che gli Ink Spots cantarono con Ella Fitzgerald), e dal sassofonista John Coltrane, che reinterpretò I'll Get By As Long As I have You.

## Curiosità
- If I Didn't Care, I Don't Want to Set The World on Fire, Maybe, canzone Address Unknown compare nella serie TV Better Call Saul. In particolare, accompagna i primi minuti introduttivi del primo episodio della prima stagione. Nella stessa serie televisiva, si può ascoltare We Three all'inizio del primo episodio della quarta stagione.
- Albano citò in giudizio Michael Jackson poiché la canzone Will You Be There del 1991 contiene ben 37 note identiche alla canzone I cigni di Balaka del 1987. Successivamente, una sentenza del tribunale di Milano dimostrò che sia Albano che Michael Jackson presero ispirazione dalla canzone, sprovvista di copyright, Bless You (for Being An Angel) degli Ink Spots, pubblicata nel 1939 ed ispirata a sua volta ad un canto dei nativi americani.
- I Don't Want to Set The World on Fire è stata usata come intro del brano Set the World Afire dell'album So Far, So Good...So What! dei Megadeth.